# Cigliè
Cigliè – miejscowość i gmina we Włoszech, w regionie Piemont, w prowincji Cuneo.
Według danych na rok 2004 gminę zamieszkiwało 188 osób, 37,6 os./km².